# Ruta 722 (Costa Rica)
La Ruta 722, oficialmente Ruta Nacional Terciaria 722, es una ruta nacional de Costa Rica ubicada en la provincia de Alajuela.

## Descripción
En la provincia de Alajuela, la ruta atraviesa el cantón de Grecia (los distritos de San José, Tacares).